# 博納德蘭喬斯-馬德拉蘭喬拉 (加利福尼亞州)
博納德爾蘭喬斯-馬德拉蘭喬拉（英語：Bonadelle Ranchos-Madera Ranchos）是位於美國加利福尼亞州馬德拉縣的一個人口普查指定地區。

## 地理
博納德爾蘭喬斯-馬德拉蘭喬拉的座標為36°56′11″N 119°53′12″W / 36.93639°N 119.88667°W，而該地最高點為海拔高度129米（即422英尺）。

## 人口
根據2010年美國人口普查的數據，博納德爾蘭喬斯-馬德拉蘭喬拉的面積為30.14平方千米，均為陸地。當地共有人口8569人，而人口密度為每平方千米284人。